# ایکاروس بر لبه زمان
ایکاروس بر لبه زمان نام کتابی کودکانه است که توسط برایان گرین، فیزیک‌دان آمریکایی در سال ۲۰۰۸ نوشته شده‌است. او پس از اجرای نمایش‌نامه این کتاب در نیویورک، هفته آینده این نمایش را در تالار فستیوال سلطنتی لندن به روی صحنه می‌برد. این کتاب در قالب یک داستان، دیدگاه عمیق اینشتین در مورد نظریه نسبیت را روایت می‌کند.

## خلاصه داستان
در افسانه ایکاروس، پسری به همراه پدرش بال‌های مومی می‌سازند و به کمک آن‌ها به خورشید پرواز می‌کند؛ اما در این داستان، یک پسر به رغم هشدار پدرش، یک کشتی فضایی می‌سازد و به سوی یک سیاه‌چاله حرکت می‌کند! مشهور است که سیاه‌چاله‌ها اجسام را به درون خود می‌کشند، اما آن‌ها مثل جاروبرقی رفتار نمی‌کنند؛ اگر شما در خارج از مرز یک سیاه‌چاله یا افق رویداد آن باشید، می‌توانید خود را کنار بکشید. کاری که این پسر انجام می‌دهد، همین است؛ اما آلبرت اینشتین به ما آموخته که سیاه‌چاله‌ها بر روی گذر افراد از زمان تأثیر می‌گذارند. زمانی که این پسر از سفر خود برمی‌گردد، ده‌هزار سال زمان گذشته؛ زندگی آن‌گونه که او می‌شناخته، دیگر وجود ندارد و پدرش دیگر در این دنیا نیست!